# Телеванђелизам
Телевангелизам је употреба телевизије за комуникацију са хришћанским верницима. Реч је кованицу од речи телевизије и евангелизам коју је сковао часопис Тајм. Телеевангелиста је хришћански свештеник који посвећује велики део своје службе слању верских порука преко телевизије.

## Порекло
Телевангелиазм је настао као потпуно амерички феномен, као последица у великој мери нерегулисаног медијског простора, где је приступ телевизијским мрежама и кабловској телевизији био отворен за сваког ко је могао да то приушти, у комбинацији са великом хришћанском популацијом која је могла да обезбеди неопходна средства. Међутим, све већа глобализација је омогућила неким америчким телевенгелистима да допру до шире публике кроз међународне телевизијске станице, међу којима су неке поптуно хришћанске природе, као што су Trinity Broadcasting Network и The God Channel. Домаћи телевангелистички програм је све присутнији у неким другим земљама као што је Бразил. Неке државе имају више регулисани медијски простор са општим ограничења приступа или посебним правилима у вези са емисијама о религији. У таквим земљама, верске емисије обично продуцирају ТВ компаније, а не интресне групе. Неки телевангелисти су редовни пастори или свештеници у својим парохијама (које су често у виду мегацркви), али већина њихових следбеника долазе од ТВ и радио публике. Други немају своју конгрегацију и раде искључиво преко телевизије.

## Историја
Хришћанство је увек наглашавало важност проповедања Јеванђеља целом свету. Историјски гледано, ово је постизано слањем мисионара и дистрибуцијом Библије и хришћанске литературе. Неки хришћани су схватили да брзо прихватање радија почетком 1920-их пружило нову моћну алатку за овај задатак, и они су били међу првим творцима радио програма. Радио емисије су сматране као допунска активност традиционалном мисионарству, која је омогућавала приступ огромном броју људи уз релативно ниску цену, али је омогућавало и проповедање хришћанства у земљама у којима је ово било забрањено. Циљ хришћанског радија је био преображивање људи у хришћанство и подучавње и подршка верницима. Ове активности се настављају и данас, нарочито у земљама у развоју. Радио-станица на кратким таласима са емисијама у хришћанским формату емитују се широм света, а примери су HCJB из Кита, WYFR и Bible Broadcasting Network.